# Kaschin-Beck-Krankheit
Die Kaschin-Beck-Krankheit (auch Cashing-Beck-Krankheit, Osteoarthropathie mit Zwergwuchs oder nutritive Gelenkknorpeldegeneration) ist eine Mangelkrankheit, die nach den russischen Militärärzten Nikolai Iwanowitsch Kaschin (1825–1872) und Jewgeni Wladimirowitsch Beck (1865–1915) benannt wurde.
Sie tritt endemisch in Nordostsibirien, Nordchina, Tibet, der Mongolei und Nordkorea auf, wo etwa 3 Millionen Menschen betroffen sind. Um das 5. Lebensjahr zeigen sich symmetrische Deformierungen der Gelenke von Armen und Beinen durch Hemmung des Skelettwachstums. In den oben genannten Ländern wird daher auch von der „Großknochenkrankheit“ gesprochen.
Die Betroffenen leiden außerdem an Minderwuchs sowie gelegentlich auch an Blutungen.
Als Ursache wird ein Selenmangel diskutiert. Eine Selensubstitution hat jedoch keinen positiven Effekt bei bereits bestehender Erkrankung. Da die Kashin-Beck-Krankheit auch die Schilddrüse betrifft, kann eine Substitution mit Iod sinnvoll sein.